# Château de Châtillon-sur-Chalaronne
Pour les articles homonymes, voir Château de Châtillon.
Le château de Châtillon-sur-Chalaronne est un ancien château fort à motte du XIe siècle remanié au XVe siècle, centre de la seigneurie de Châtillon et d'un chef-lieu de mandement de la Bresse (Châtillon-les-Dombes), dont les vestiges se dressent sur la commune française de Châtillon-sur-Chalaronne dans le département de l'Ain, en région Auvergne-Rhône-Alpes.
Les vestiges du château font l’objet d’une inscription au titre des monuments historiques par arrêté du 22 février 1927.

## Localisation
Les vestiges du château sont situés dans le département de l'Ain sur la commune de Châtillon-sur-Chalaronne, sur un coteau disposé en poype et baigné par la Chalaronne, dominant la ville au sud.

## Historique
Au début du XIe siècle le château est la possession d'Hugues de Châtillon.
Cet Hugues fut probablement le père de Milon de Châtillon, père lui-même de Bérard, évêque de Mâcon, et d'Humbert, chevalier, qui fit un traité, en 1103, avec l'abbé de Cluny, relativement à la justice de Chaveyriat, qu'il revendiquait du chef de sa femme, fille unique et héritière du seigneur de Luyseis. Bérard et Humbert se croisèrent, en 1108, pour la Terre-Sainte, avec deux de leurs neveux, Étienne et Humbert de Moyria. Cet Humbert de Châtillon fut l'aïeul d'Étienne de Châtillon, d'abord chartreux à Portes en 1181, puis sacré évêque de Die en 1202. Étienne de Châtillon mourut le 7 septembre 1208. L'église l'a rangé au nombre des saints et avait fixé sa fête au 26 juin.
En 1070, le château avait ses seigneurs particuliers du nom et armes de Châtillon, également seigneur de Montrevel.
Il semblerait que vers la fin du XIe siècle la souveraineté de la seigneurie de Châtillon est aliéner par les Enchaînés de Montmerle, car Robert l'Enchaîné la donne, vers 1101, à Humbert II de Beaujeu.
En 1212, vivait Guy, quatrième seigneur de Châtillon-les-Dombes ; on voit par des extraits de quelques titres que cette famille avait des possessions à Saint-Didier-d'Aussiat à Saint-Martin-le-Châtel et le droit de garde à Chaveyriat ; un de ses fils renonça à ce droit de garde en faveur de l'abbaye de Cluny.
En janvier 1228, elle passe à Renaud sire de Bâgé, à la suite de son mariage avec Sibille, dame de Bâgé et de Bresse, fille de Guichard IV de Beaujeu qui la comprend dans la dote de sa fille. Renaud la cède, en 1272, à Philippe Ier, comte de Savoie et de Bourgogne. À sa mort la terre de Châtillon échoit à Amédée V de Savoie, son neveu, dont les successeurs la conserveront jusqu'en 1535.
Au XIVe siècle, le capitaine du château met en place « deux grands chiens […] pour tenir lieu de guette ».
En 1409 Amédée VIII y reçoit l'hommage de Philippe de Bourbon, comte de Clermont. L'année suivante, il y fait dresser les statuts de l'ordre de l'Annonciade, institué par le comte Vert, son aïeul.
En 1535 elle est conquise, avec la Bresse, par François Ier. Henri II, après l'avoir aliénée, en 1555, à Étienne de la Forge, écuyer, seigneur de Chaillouvres, la restitue, en 1559, au duc Emmanuel-Philibert de Savoie, qui l'érige en comté, le 26 juin 1561, et la remet à Jean-Louis de Costa, en échange du comté de Benne en Piémont. Jean-Louis de Costa mort le 11 juin 1564, son comté passe à Christophe d'Urfé, chevalier, dont les héritiers l’aliènent, en 1615, à François de Bonne de Lesdiguières, maréchal de France. Françoise de Bonne, duchesse de Créquy, fille de Lesdiguières, le vend, le 7 décembre 1645, moyennant 47 000 livres, à Gaston d'Orléans, père de Mademoiselle de Montpensier, qui le rendit patrimonial dans sa maison.
En 1715 Philippe d'Orléans donna la partie haute des ruines du château aux religieuses Ursulines. De 1757 à 1776, il est engagé à Camille-Louis Perrichon, seigneur du Tremblay.
Chapelle castrale
Au début du XIIe siècle, la paroisse ne possédait qu'une chapelle sous le vocable de la Sainte-Vierge, située dans l'enceinte du château. Vers 1110, l'archevêque Gauceran la donne à l'abbaye d'Ainay, qui en reçut confirmation, vers 1124, et le 5 mars 1135, des archevêques Humbaud et Pierre, le 26 février 1153 du pape Eugène III, et en 1250 du pape Innocent IV. Cette chapelle existait encore à la fin du XIVe siècle. En 1363, elle avait pour chapelain Henri de Chalamon.

## Description
Le château de Châtillon est de nos jours complètement ruiné. Il n'en subsiste que quelques pans de murs ainsi que les tours de flanquement en brique.
Il se présentait sous la forme d'une enceinte polygonale flanquée.

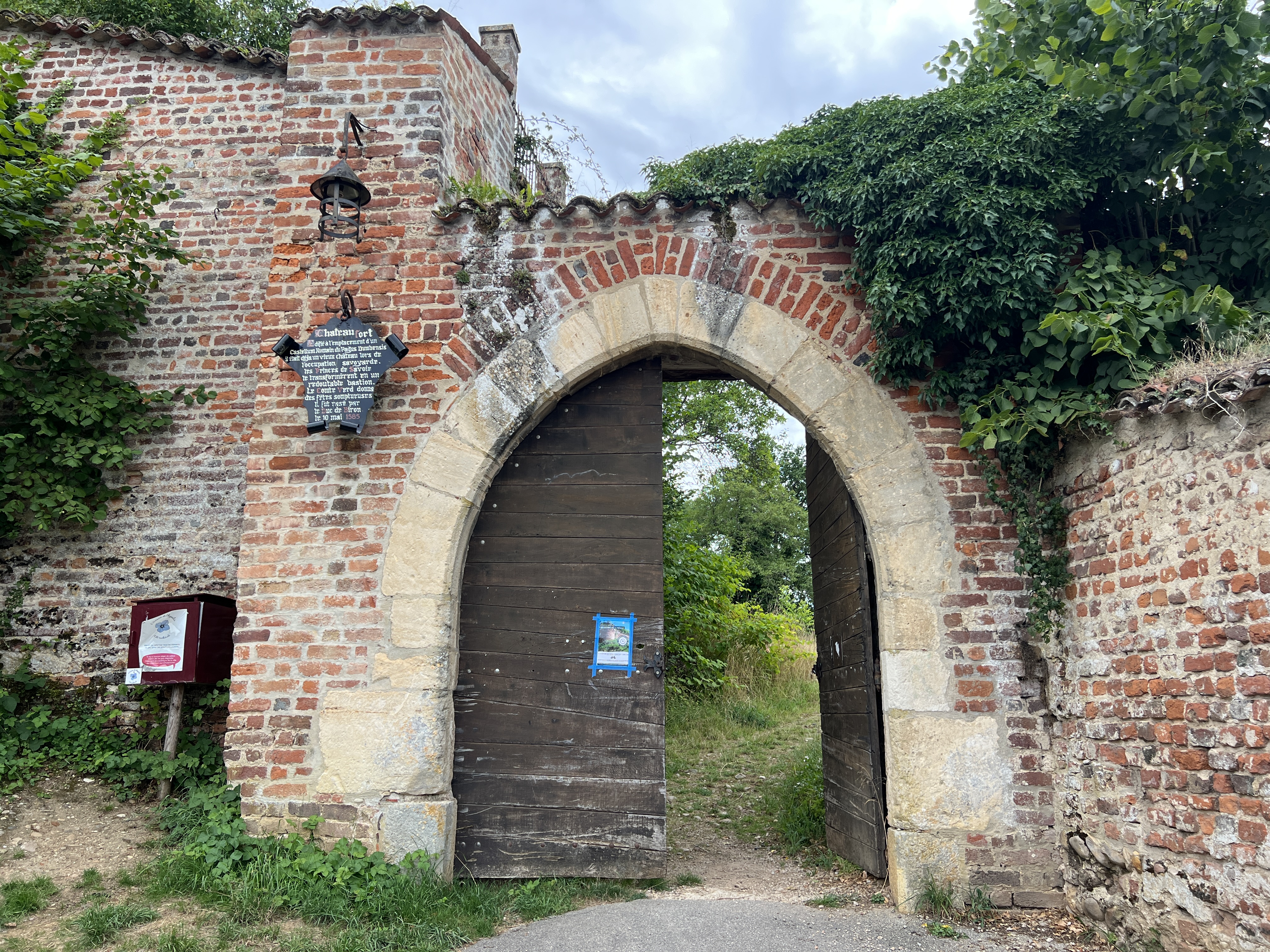
Portail d'accès.
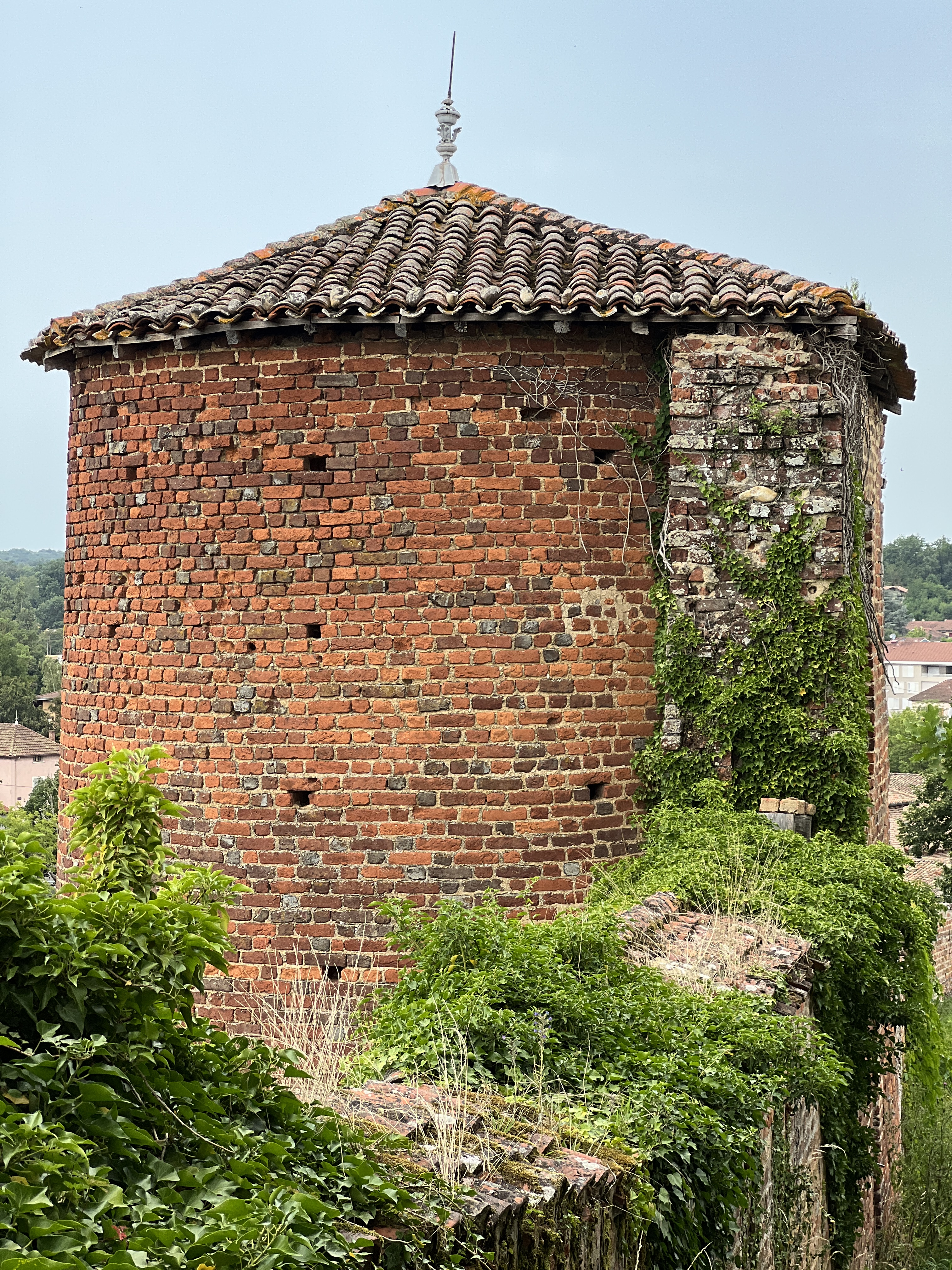
Une des tours.
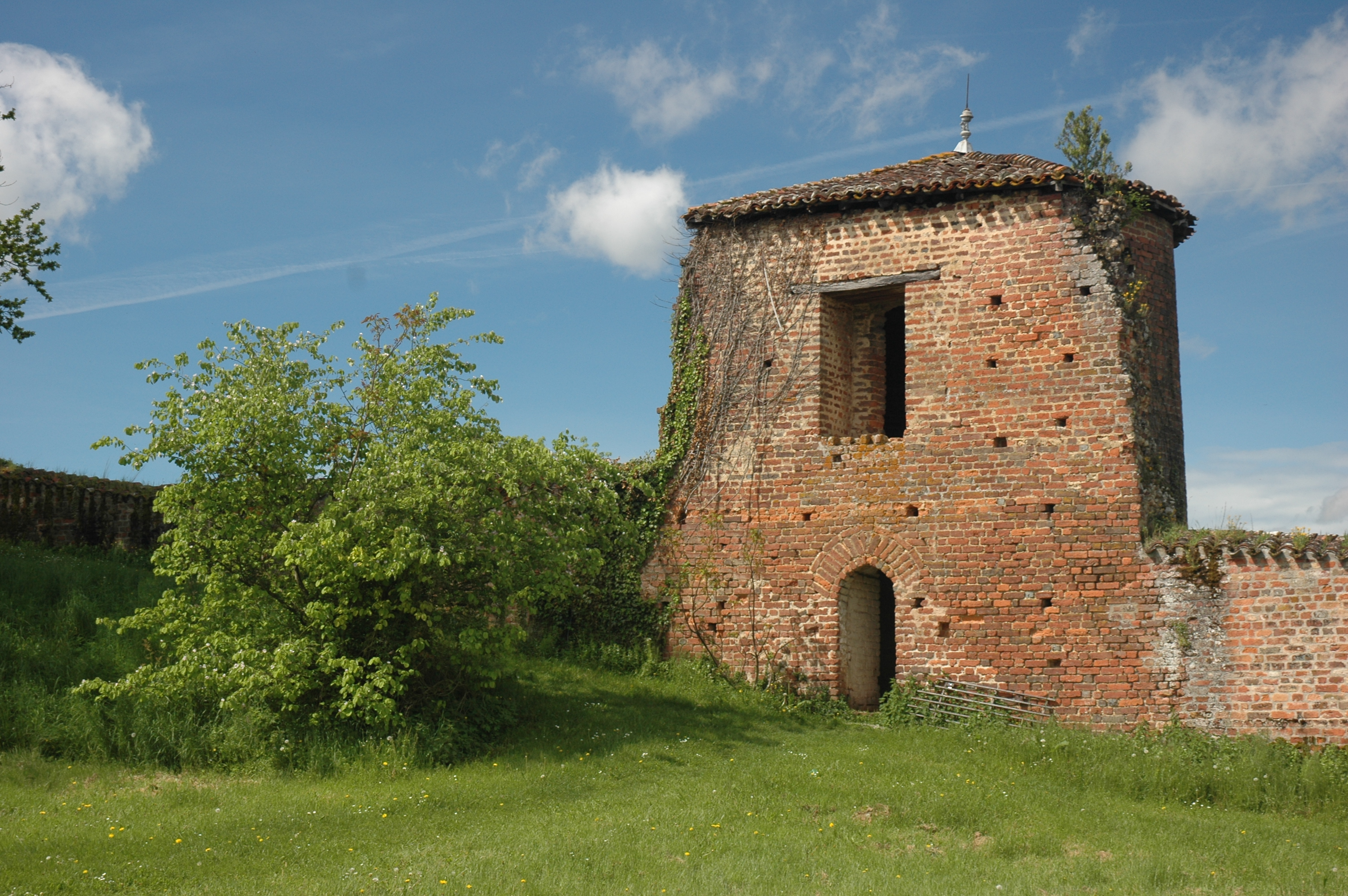
Vue intérieure.